# Yasmin Lucas
Lais Yasmin Lucas Gontijo (Cuiabá, 16 de diciembre de 1990) es una cantante brasileña de pop, jazz y el hip hop. Actualmente conocida artísticamente como Lais.

## Biografía
Yasmin cantó desde la edad de cinco años. En este momento, a cantar canciones country en la ciudad de Cáceres, donde comenzó su carrera profesional.
En 1997, su voz fue lanzada a nivel nacional por primera vez a través de la canción "Mentirinhas", el tema de la novela Chiquititas huérfanos Tati, que es un dueto con el cantante Angela Marcia. Lanzó su primer CD, de 7 años en 1997, producido por César Augusto, y grabada por Paradoxx Music. En busca de nuevas direcciones para su carrera profesional, Yasmin fue a la ciudad de Sao Paulo, y allí conoció al productor Sergio Carrera (apodado el feo). En 2000, Yasmin ha publicado el álbum que le dio el debido reconocimiento a su carrera, hizo el primer éxito de la "Declaración".
En 2002, Yasmin ha publicado su tercer CD llamado "El mundo de los sueños" Yasmin, que contiene las traducciones de muchos éxitos internacionales. Producido por Bozzo Baretti y grabado por el sello Música Antigua Abril, que estuvo marcado por éxitos como "Eu Gosto de você" (I Wanna Be With You), "O que é o Amor" (On My Own) y "Na Rua Dos Bruxinhos" (La calle de las sirenas). En 2007, Yasmin es una refundición del estilo musical, dejando de lado el niño de carrera, y de adherirse al estilo Pop / Jazz, logrando un éxito en la difusión de su trabajo en Europa. En 2008, Yasmin Lucas registra junto con Productions Maj Beatz un nuevo éxito, que sorprendió a muchos, definitivamente ha mostrando su nueva etapa. En 2009, la cantante anuncia la participación en la grabación del DVD "With Full Force of Love, la cantante Kim, haciendo de la participación en la música especial "entrega". Yasmin registró otro dúo, esta vez con el cantante Alex Band, titulado "In Your Heart I'm Home", programado para salir en julio. El dúo se considera de extrema importancia para la solidificación de la carrera de Yasmin Gontijo en el extranjero. El dúo ha sido el tema de la novela "Bella, la fea" (Rede Récord).
En el 2010 decide cambiar su nombre artístico a Lais, bajo este nuevo nombre incursiona en el género balada al lanzar el sencillo Eu Só Queria Te Amar (¡Corre!), rápidamente logra colocarse como un éxito en Brasil, el cual se incluye en su álbum "Lais" del 2013, en el 2015 este tema fue utilizado como tema principal de la serie turca "Las mil y una noches" en su emisión por la cadena BAND.

## Participaciones
- Heroi Guerreiro - Tema de abertura brasileiro das paraolimpiadas na Grecia - Feio (Sérgio Carrer) - (2004)
- With You (O Que Eu Fui Ainda Eu Sou) - Kyle Wyley - (2004)
- Pantanal - DVD "Rasqueia Brasil" - Pescuma, Henrique & Claudinho - (2006)
- In Your Heart I'm Home - Alex Band - (2009)
- Entrega - Kim-(2009)

## Discografía

### Álbumes de estudio
- 1997: Yasmin - BRA: 50.000
- 2000: Declaração - BRA: 30.000
- 2002: O Mundo dos Sonhos de Yasmin - BRA: 35.000
- 2013: Lais - BRA: 10.000

### Sencillos
- 1997 - Mentirinhas
- 2000 - Declaração (BRA kids: #4)
- 2002 - Eu Gosto de Você (BRA kids: #22)
- 2002 - O Que É o Amor (BRA kids: #34)
- 2004 - O Meu Jeito de Agir
- 2005 - With you (con Kyle Wyley) (BRA: #84)
- 2006 - Acontece, Esquece
- 2008 - Show That Girl (con Feio)
- 2009 - In Your Heart, I'm Home (con Alex Band) (BRA: #47)
- 2010 - Eu Quero Você
- 2013 - Eu Só Queria Te Amar (BRA: #37)
- 2014 - 3 Horas da Manhã (con Gusttavo Lima)

## Telenovelas
- Mentirinhas - Chiquititas, SBT - (1997)
- O que é o Amor? - Sonho De Luiza - (2002)
- O Meu Jeito de Agir - Essas Mulheres, Record - (2004)
- With you (O Que Eu Fui Ainda Eu Sou) (Part.Esp. Kyle Wyley) - Prova de Amor, Record - (2004)
- Acontece, Esquece - Luz do Sol, Record - (2007)
- Show That Girl (Part. Esp. Feio) - Os Mutantes - Caminhos do Coração, Record - (2008)
- In Your Heart, I'm Home (Part. Esp. Alex Band) - Bela, A Feia, Record - (2009)
- Vergonha na Cara - Vidas em Jogo, Rede Record - (2011)
- Eu Só Queria Te Amar - Mil e Uma Noites, Rede Bandeirantes - (2015)

## Películas
- Tudo o Que Queremos - Totalmente Pokémon - 2000
- Conhecer o Desconhecido (O Que Está Por Vir) - Pokémon 3: O Feitiço dos Unown - (2000)
- Declaração - Os Xeretas - (2001)